# Нітра (округ)
О́круг Нітра (словац. okres Nitra) — округ (okres, район) в Нітранському краї, західна Словаччина. Площа округу становить — 870,7 км², на якій проживає — 164 597 осіб (31.12.2009). Середня щільність населення становить — 189 осіб/км². Це самий густонаселений із 79 округів. Адміністративний центр округу — місто Нітра в якому проживає 83 692 жителі.

## Історія

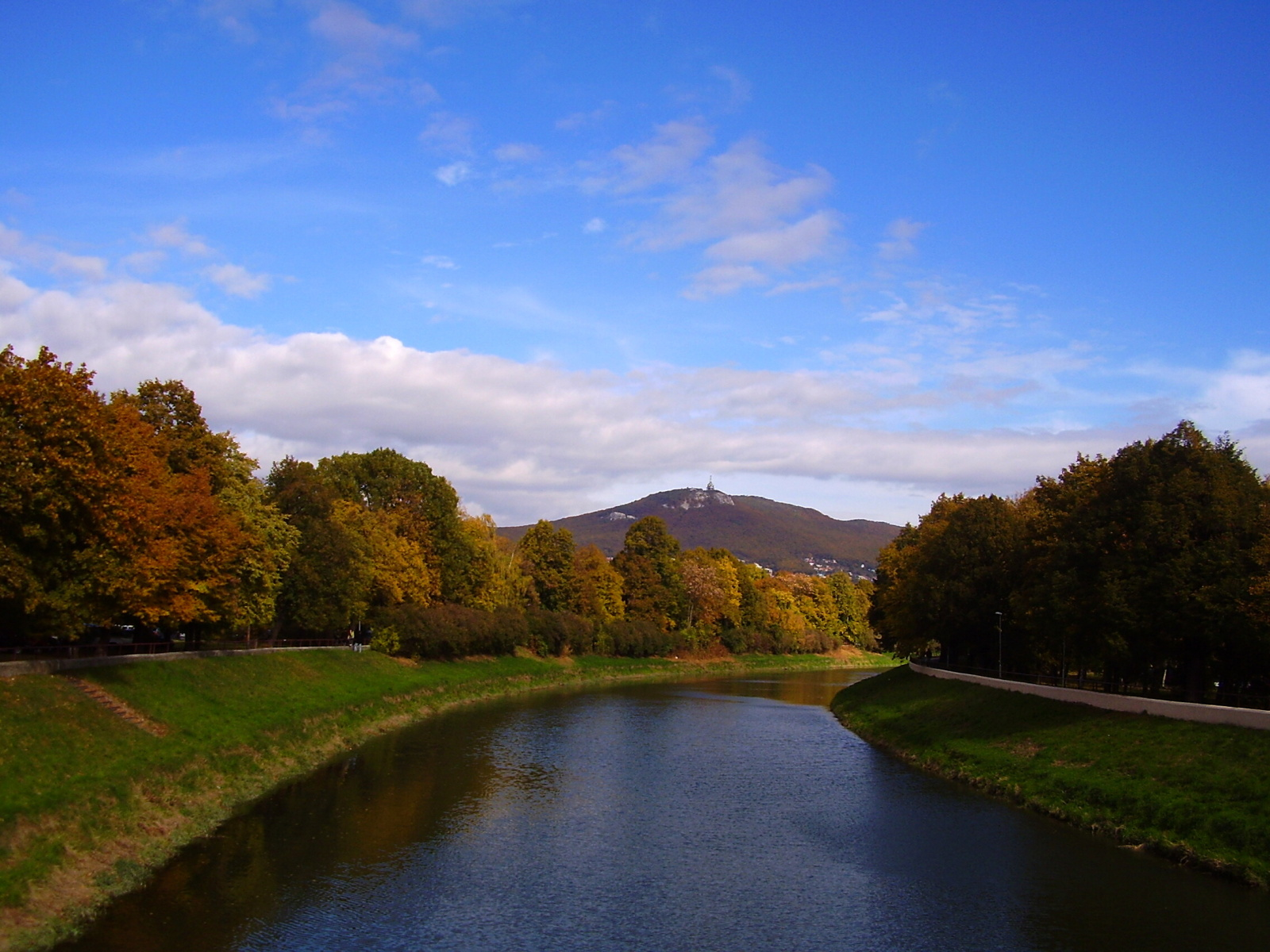
Округ Нітра. Річка Нітра

До 1918 року округ головним чином входив до складу історичної області Нітра, за винятком невеликої території на сході (містечко Врабле), яка була частиною графства Теков.
В сучасному вигляді округ був утворений у 1996 році під час адміністративно-територіальної реформи Словацької Республіки, яка набула чинності 24 липня 1996 року.

## Географія
Округ розташований на північному заході Нітранського краю, у західній частині Словаччини. Він межує з округами: на півночі — Топольчани, на північному сході — Злате Моравце, на південному сході — Левіце, на півдні — Нове Замки, на південному заході — Шаля (всі округи Нітранського краю); на північному заході — Ґаланта і Глоговец (округи Трнавського краю).
Територією округу протікає річка — Нітра, ліва притока р. Ваг. Розташовані Житавські пагорби.

## Статистичні дані

### Населення
| Рік:            | 1994.   | 2004.   | 2014.   | 2024.   |
| --------------- | ------- | ------- | ------- | ------- |
| Кількість осіб: | 162 491 | 163 764 | 160 241 | 164 577 |
| Різниця:        |         | +0,78 % | -2,15 % | +2,70 % |

| Рік:            | 2023.   | 2024.   |
| --------------- | ------- | ------- |
| Кількість осіб: | 164 820 | 164 577 |
| Різниця:        |         | -0,14 % |

### Національний склад

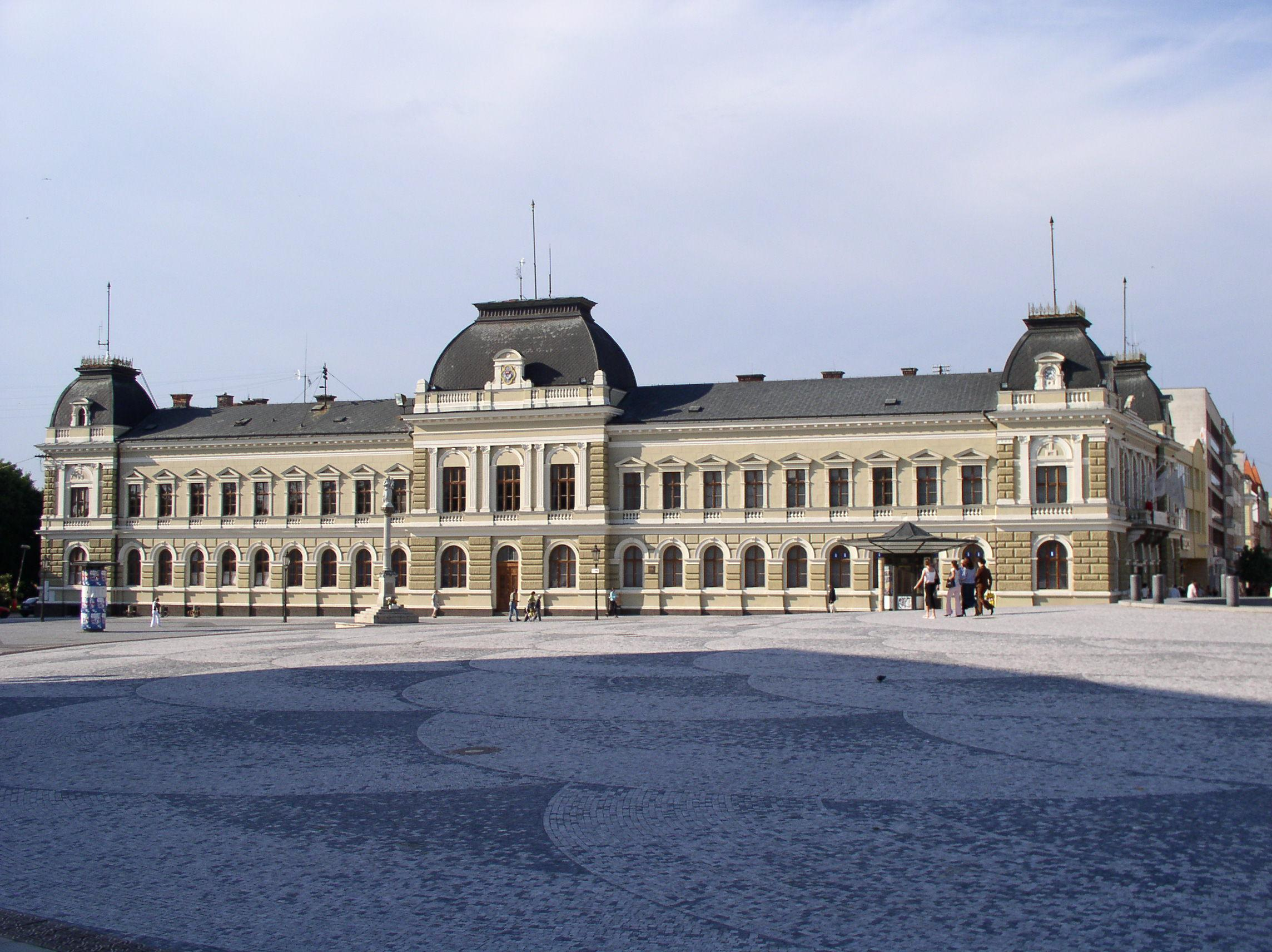
Місто Нітра. Майдан Святополка.
Історичний музей

Дані на 31 грудня 2010 року:
- Словаки — 90,58 % (149 461 особа)
- Угорці — 6,32 % (10 432 особи)
- Чехи — 0,85 % (1 402 особи)
- Роми — 0,34 % (570 осіб)
- Поляки — 0,13 % (211 осіб)
- Українці — 0,10 % (164 осіб)
- інші національності — 1,68 %

### Конфесійний склад 2001
- Католики — 82,3 %
- Лютерани — 2,3 %
- інші релігії та атеїсти  — 15,4 %

## Адміністративний поділ
Округ складається з 62 громад (населених пунктів): 60 сіл і 2 міст.

### Міста:
- Нітра
- Врабле

### Села:
Алекшінце • Баб • Бабіндол • Бадиці • Бранч • Велька Доліна • Вельке Залужє • Вельке Хиндиці • Вельки Лапаш • Вельки Цетін • Вінодол • Вичапи-Опатовце • Голіаново • Горне Лефантовце • Гостьова • Грубоньово • Долне Лефантовце • Долне Обдоковце • Єленєц • Єлшовце • Жірани • Жітавце • Збеги • Іванка-при-Нітрі • Капінце • Класов • Коліняни • Легота (округ Нітра) • Луж'янки • Лукачовце • Лучніца-над-Жітавоу • Людовітова • Мале Залужє • Малі Хиндиці • Мали Лапаш • Мали Цетін • Мелек (округ Нітра) • Мойміровце • Нітрянське Грнч'яровце • Нова Вес-над-Жітавоу • Нове Сади • Паня • Пограниці • Подгорани • Польни Кесов • Рішньовце • Руманова • Светоплуково • Тайна • Тєлінце • Цабай-Чапор • Чаб • Чакайовце • Челядиці • Чехинце • Чіфаре • Штефановічова • Штітаре • Шур'янки • Ярок